# Ilyarachna acarina
Ilyarachna acarina là một loài chân đều trong họ Munnopsidae. Loài này được Menzies & Barnard miêu tả khoa học năm 1959.